# Strzelanina w San Bernardino
Strzelanina w San Bernardino – strzelanina, do której doszło 2 grudnia 2015 roku w ośrodku pomocy niepełnosprawnym Inland Regional Center w San Bernardino w stanie Kalifornia. Podczas świątecznego przyjęcia dla pracowników ośrodka, które zgromadziło około 100 osób, Syed Rizwan Farook wraz ze swoją żoną Tashfeen Malik zastrzelili 14 osób, ranili kolejne 21 a następnie zbiegli z miejsca zdarzenia samochodem typu SUV.

## Przebieg

### Przed atakiem
Przed atakiem sprawcy oddali znajomym w opiekę ich kilkumiesięczną córkę, mówiąc, że wybierają się do lekarza. Farook, który był inspektorem zdrowotnym, miał tego dnia wziąć udział w przyjęciu dla pracowników ośrodka Inland Regional Center.

### Strzelanina w Inland Regional Center
Około 10:58 czasu lokalnego para zamachowców, uzbrojonych w półautomatyczne pistolety i karabiny, otworzyła ogień przed budynkiem Inland Regional Center, zabijając 2 pierwsze osoby. Świadkowie pierwszej strzelaniny opisali zamachowców jako noszących maski narciarskie i ubranych w czarne stroje taktyczne.
Napastnicy następnie weszli do środka budynku i zaczęli strzelać w uczestników przyjęcia, dodatkowo rozbijając jedną z kul spryskiwacz przeciwpożarowy, co spowodowało wyciek wody i podtopienie ośrodka. Niektórzy zgromadzeni początkowo myśleli, że to żart lub ćwiczenie na wypadek sytuacji z aktywnym strzelcem.
Strzelanina wydarzyła się w przeciągu kilku chwil, po czym sprawcy uciekli z budynku i odjechali w nieznanym kierunku; służby zidentyfikowały ich jako najbardziej możliwych sprawców ataku jeszcze podczas pościgu kiedy okazało się, że jedna ze sprawców strzelaniny przysięgła wierność liderowi tak zwanego Państwa Islamskiego na jednym z portali społecznościowych przed atakiem.
Po tym kiedy służby przybyły na miejsce, znalazły na terenie ośrodka pełno bomb rurowych i pułapek z materiałami wybuchowymi. Później ustalono, że celem zamachowców mogły być też właśnie służby przybyłe na miejsce i pułapki z materiałami wybuchowymi zostały zastawione właśnie na funkcjonariuszy. Zamachowcy zbudowali materiały prawdopodobnie w oparciu o instrukcje zawarte w jednym z pism dystrybuowanych nielegalnymi kanałami przez Al-Ka’idę.

## Sprawcy
Sprawcami masakry byli 28-letni Syed Rizwan Farook, obywatel amerykański pochodzenia pakistańskiego oraz jego żona, 29-letnia Tashfeen Malik, która przybyła do Stanów Zjednoczonych w lipcu 2014 roku na podstawie wizy narzeczeńskiej.

## Obława
Przeprowadzona przez policję obława zakończyła się cztery godziny po strzelaninie, gdy doszło do wymiany ognia między dwójką zamachowców a funkcjonariuszami, w wyniku której Farook i Malik zginęli na miejscu. W swoich oświadczeniach policja podkreśla, że nie wyjaśniono jeszcze motywów strzelaniny. FBI bada czy zdarzenie mogło być aktem terroryzmu.
Jest to druga pod względem liczby ofiar strzelanina w stanie Kalifornia, zaraz po masakrze w restauracji McDonald’s w San Ysidro, która miała miejsce w 1984 roku oraz najbrutalniejsze tego typu zdarzenie w Stanach Zjednoczonych od czasu strzelaniny w szkole podstawowej w Newtown z 2012 roku.

## Ofiary strzelaniny
Lista ofiar strzelaniny:

1. Robert Adams (lat 40)
2. Isaac Amanios (lat 60)
3. Bennetta Betbadal (lat 46)
4. Harry Bowman (lat 46)
5. Sierra Clayborn (lat 27)
6. Juan Espinoza (lat 50)
7. Syed Rizwan Farook (lat 28)
8. Aurora Godoy (lat 26)
9. Shannon Johnson (lat 45)
10. Larry Kaufman (lat 42)
11. Tashfeen Malik (lat 29)
12. Damian Meins (lat 58)
13. Tin Nguyen (lat 31)
14. Nicholas Thalasinos (lat 52)
15. Yvette Velasco (lat 27)
16. Michael Wetzel (lat 37)